# Pazo de Lourizán
El Pazo de Lourizán es una casa señorial situada en el lugar de Herbalonga (Agrovello) de la parroquia de Lourizán en el municipio español de Pontevedra.

## Historia
En el siglo XV, esta finca fue habilitada como granja y perteneció a la familia Montenegro. De esta época data el palomar almenado de planta circular. En la finca se construyó una casa torre fortificada, donde Luis de Góngora pasó una temporada en 1609 y escribió parte de su libro Soledades.
En el siglo XVII, la finca, conocida como Granja de la Sierra, era propiedad del Marquesado de la Sierra. Posteriormente tuvo diferentes propietarios, comerciantes y empresarios como Francisco Genaro Ángel que la adquirió en 1791. En el siglo XIX, el palacio perteneció a Buenaventura Marcó del Pont Bori, tras comprarlo a los herederos de Francisco Genaro Ángel, hermano de su esposa.
Más tarde se convirtió en residencia principal y casa de veraneo cuando vivieron en ella Eugenio Montero Ríos y su mujer Avelina Villegas, que en octubre de 1876 alquilaron la finca y la compraron el 16 de mayo de 1879 por 85.000 pesetas. En aquella época la finca estaba muy cerca de la ría de Pontevedra y contaba con embarcadero propio. Entre 1893 y 1894 se llevó a cabo la primera gran reforma del pazo. Consistió en la creación de una galería de madera en el ala sur, que envolvía la capilla del edificio. El pazo se convirtió en una ostentosa residencia con representativas funciones institucionales, además de casa residencial y lugar de veraneo, ocio y recreo. En sus salones se trató el tema que después derivó en el Tratado de París tras la guerra con Estados Unidos de 1898, en la que España perdió Cuba, Puerto Rico, Filipinas y Guam.
Eugenio Montero Ríos encargó al arquitecto Jenaro de la Fuente Domínguez la reforma integral del palacio a principios del siglo XX. El objetivo era convertir el pazo en un gran palacio residencial, imitando y superando en tamaño la tipología de los hôtels particuliers al estilo del Segundo Imperio francés. El proyecto de la fachada data del 20 de febrero de 1909 e integró y armonizó elementos de diferentes etapas constructivas para crear una unidad arquitectónica. La reforma dio al palacio un nuevo aspecto, tanto en el exterior como en el interior. Las obras comenzaron en septiembre de 1909 y finalizaron en 1912. Originalmente, las estatuas de mármol de la gran escalinata central de acceso al palacio formaban la llamada Avenida de las Estatuas, pero con esta gran reforma del pazo fueron reubicadas en la escalinata. Eugenio Montero Ríos vivió en el Pazo de Lourizán hasta su muerte en 1914.
La Diputación de Pontevedra lo compró el 8 de octubre de 1943 a la Caja de Ahorros Provincial de Pontevedra y (una quinta parte) a la marquesa viuda de Alhucemas Avelina García-Prieto y Montero-Ríos, hija de Montero Ríos. Ese mismo año, la Diputación lo cedió al Ministerio de Educación para su uso como Centro Regional de Enseñanzas, Investigaciones y Experiencias Forestales, y en 1946 se convirtió en lugar de prácticas de la Escuela Técnica Superior de Montes de la Universidad Politécnica de Madrid.
El centro pasó a formar parte del  Instituto Nacional de Investigación Agraria (INIA) en 1973 y en 1984 fue transferido a la Junta de Galicia. Actualmente está integrado en el Centro de Desarrollo Sostenible de la Consejería de Medio Ambiente de Galicia desde 1991. Los principales objetivos del Centro de Investigación Ambiental y Forestal de Lourizán son la protección, conservación y mejora del patrimonio forestal de Galicia.
El 19 de mayo de 2023, el pazo pasó a ser propiedad de la Junta de Galicia, que convocó un concurso de ideas a partir de las sugerencias de la fundación del arquitecto David Chipperfield para uso de la planta baja como sede del Archivo Forestal de Galicia, zona de exposiciones, cafetería y restaurante con entrada por la escalinata principal y el uso parcial del primer piso como hotel de lujo con 20 habitaciones y espacios hoteleros comunes de reunión, lectura y trabajo.
El 6 de noviembre de 2024 se adjudicó a la UTE de los arquitectos Carme Pinós y Carles Enrich la rehabilitación del pazo. El pazo de Lourizán fue declarado Bien de interés cultural el 14 de abril de 2025.

## Descripción

### El palacio
El edificio actual tiene un aire romántico y es obra de Jenaro de la Fuente Domínguez. Es un edificio ecléctico con influencias del modernismo, el clasicismo y la arquitectura francesa del Segundo Imperio.
La estructura del palacio es simétrica, monumental y con predominio de volúmenes horizontales. Tiene planta baja y dos pisos. El cuerpo central tiene forma de U con tres torres coronadas por mansardas francesas y cubierta de pizarra. La fachada tiene columnas jónicas y pilastras. La parte central está realzada por un escudo y un reloj, en el lugar donde habitualmente se encuentran los escudos de armas de los pazos o las casas solariegas gallegas.
Delante de este cuerpo central, adelantado respecto a los laterales, se encuentra una gran escalera imperial de piedra de dos tramos, rodeada de estatuas neoclásicas de mármol blanco que personifican la justicia y la prudencia y representan virtudes, valores y devociones. En la parte superior de la escalera se encuentran las estatuas de Germánico, el Discóbolo, el Esclavo moribundo y Sófocles, mientras que en los extremos de la rotonda están las estatuas de Palas Atenea y Artemisa de Gabios. En los pabellones de la fachada principal, junto a la puerta de acceso al vestíbulo, pueden verse las alegorías de la Primavera y el Verano. La escalera circular genera un mirador desde el que contemplar las vistas a imitación del estilo barroco francés. Esta escalera conduce a la entrada principal y a la terraza semicircular de extensión importante (que sirve de mirador) sobre una gruta artificial oculta tras la vegetación que simula una cueva de piedra caliza volcánica llamada la Gruta de los Espejos. En este punto se abren dos alas laterales formadas por galerías alargadas y luminosas de piedra y cristal que envuelven el antiguo pazo del siglo XIX. En la primera planta, las fachadas de las alas laterales dan paso al cuerpo central y crean terrazas con balaustradas. En estos cuerpos laterales se repiten las altas ventanas, pilastras, balcones, buhardillas y cúpulas revestidas con escamas de zinc del tipo dôme à l'impériale, que refuerzan la elegancia del palacio.
Destaca el gran número de ventanas y balcones, que aportan luz y ligereza a la estructura. La decoración destaca por la fusión de elementos neoclásicos y modernistas. Las columnas, balcones y ornamentos muestran recursos clásicos. El frontón triangular del cuerpo central está decorado con los símbolos de la profesión de Eugenio Montero Ríos, y los atributos de la justicia, un escudo con un libro y una pluma.
Al interior se accede por una sencilla puerta con las iniciales impresas en el vidrio de sus antiguos propietarios, "E y A", "Eugenio y Avelina".
El interior del palacio se organiza en torno a las tres plantas visibles desde el exterior, de las que la baja y la primera albergan los restos de los muros de la primera casa y pazo. Las estancias se distribuyen según dos mitades separadas por un largo corredor que recorre toda la longitud del edificio, como en la arquitectura palaciega, dejando las estancias de mayor rango, las salas de recepción de visitas, salones y despachos, hacia la fachada frontal que da al parque, y las partes accesorias como dependencias de la servidumbre, cocina y despensas hacia la parte trasera que da al corral.

### La finca
El pazo cuenta con 54 hectáreas de jardines, finca y arboleda, que muestran los diferentes usos que ha tenido a lo largo de los siglos: granja, jardín botánico señorial y centro de investigación forestal. La finca aparece ya documentada en 1320. Posee una de las arboledas más importantes de Europa, con especies vegetales traídas de otras latitudes o incluso modificaciones singulares de especies para adaptarlas al clima pontevedrés, dando como resultado un conjunto forestal único.
Crecen en él numerosos árboles autóctonos, como robles, castaños y abedules, arces y árboles introducidos foráneos y exóticos, como cipreses, araucarias, cedros, magnolias o aligustres comunes, muchos de los cuales fueron traídos por jardineros franceses. Varios de estos árboles están incluidos en el Catálogo de Árboles Singulares de la Junta de Galicia. Hay arboretos con todas las variedades de castaños, pinos, eucaliptos o camelias, con el ejemplar más alto del mundo, una camelia japonesa de 20,5 metros de altura. También hay un rimu de Nueva Zelanda y un pequeño jardín taiwanés.
Alrededor del palacio hay estanques, un hórreo del siglo XVIII, un palomar del siglo XV, un invernadero de vidrio con estructura de hierro de 1900, una mesa de granito de una sola pieza (al parecer extraída de una roca de la isla de Tambo), estatuas de mármol blanco y varias fuentes, como la de la Concha del siglo XVIII, la de los Tres Caños, la del Patio y la de la Cueva de los Espejos del siglo XIX. La finca está organizada en avenidas: la Avenida de las Camelias, la Avenida de los Eucaliptos y la Avenida de la Gruta de los Espejos.
El invernadero art nouveau de principios del siglo XX es de cristal y hierro forjado y la buhardilla gallega con su era y secadero tiene 16 pies. El invernadero destaca por su estructura amplia y ligera de planta rectangular. Su cota más alta es de 7 metros en el espacio central, donde se cultivan las especies de mayor porte, dejando los espacios laterales para plantas más pequeñas.

## Cultura
La escritora Lola Fernández Pazos publicó en 2022 la novela El Pazo de Lourizán, ambientada en el palacio.
La isla de Tambo formó parte del territorio del palacio. Eugenio Montero Ríos compró tres quintas partes de la isla en 1884 y otra quinta parte en 1894. En 1940, sus hijos la vendieron a la Armada española para uso de la Escuela Naval Militar.

## Galería de imágenes

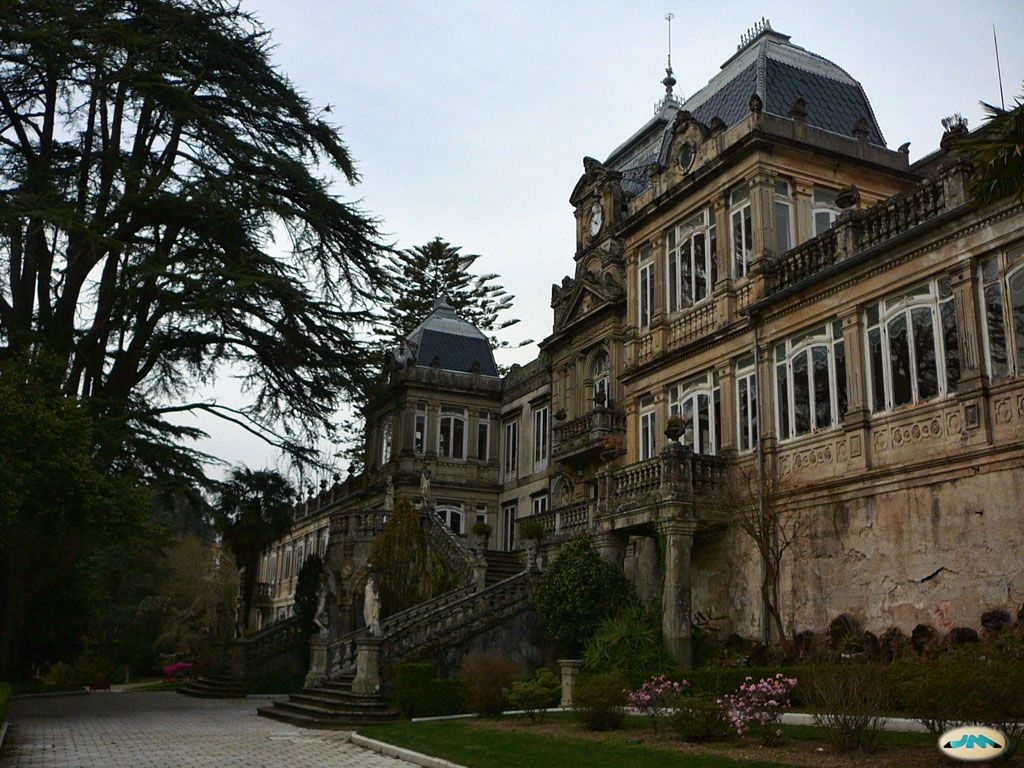
El pazo delante del gran cedro.
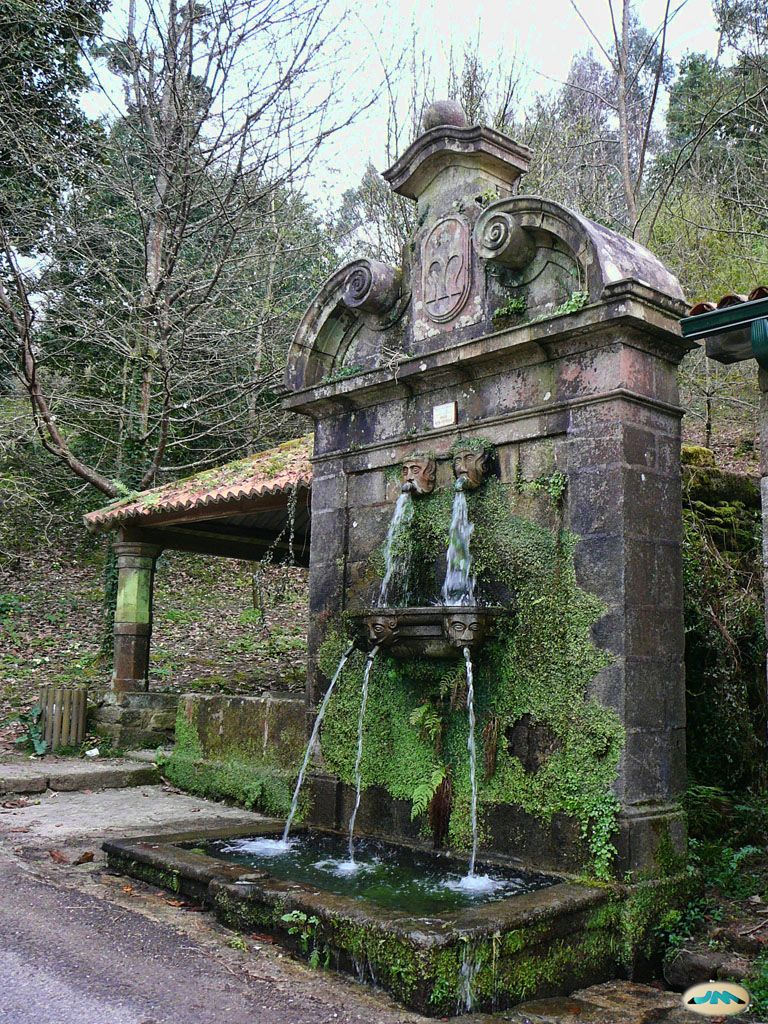
Fuente.
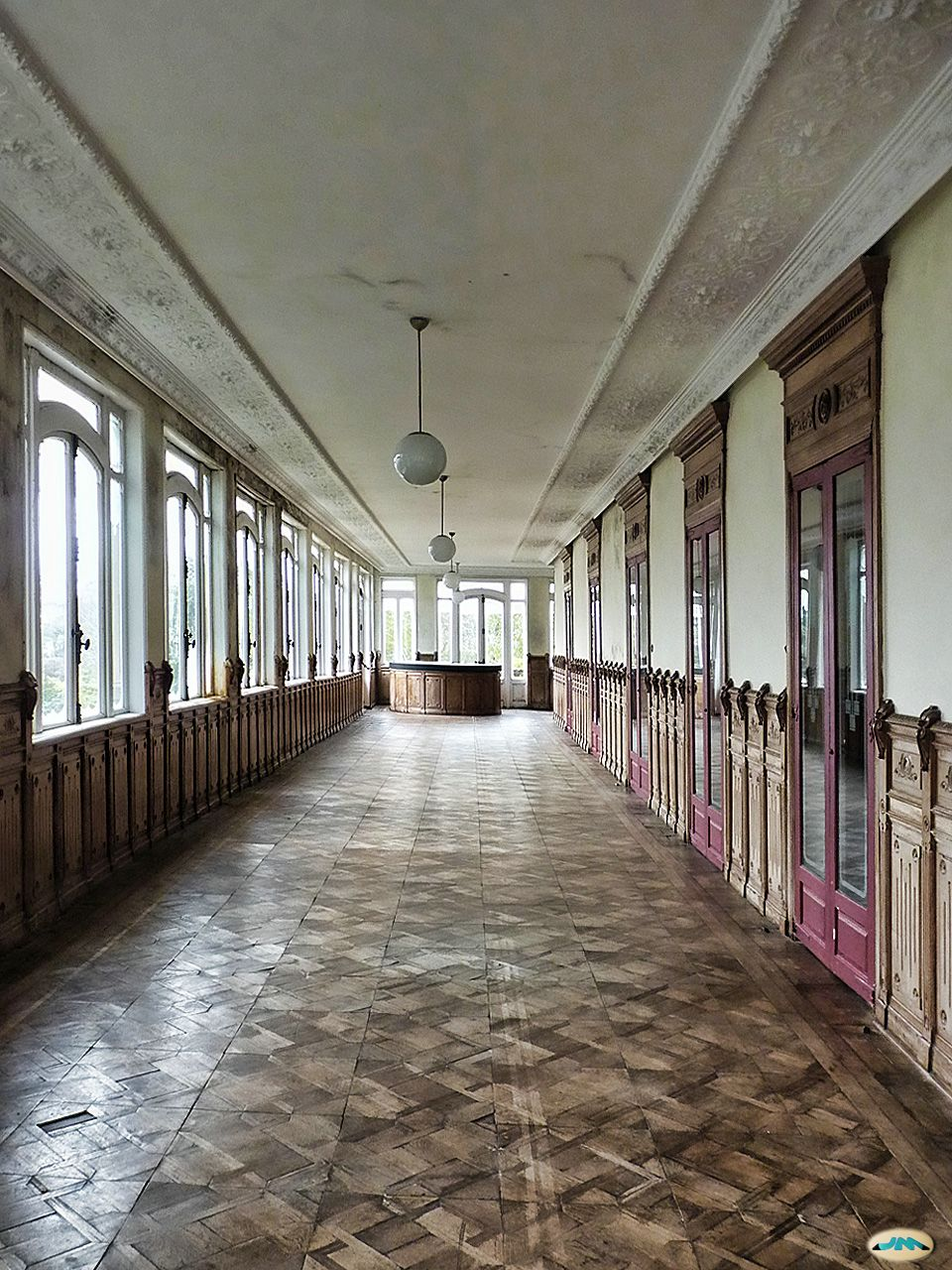
Pasillo en el interior del pazo.
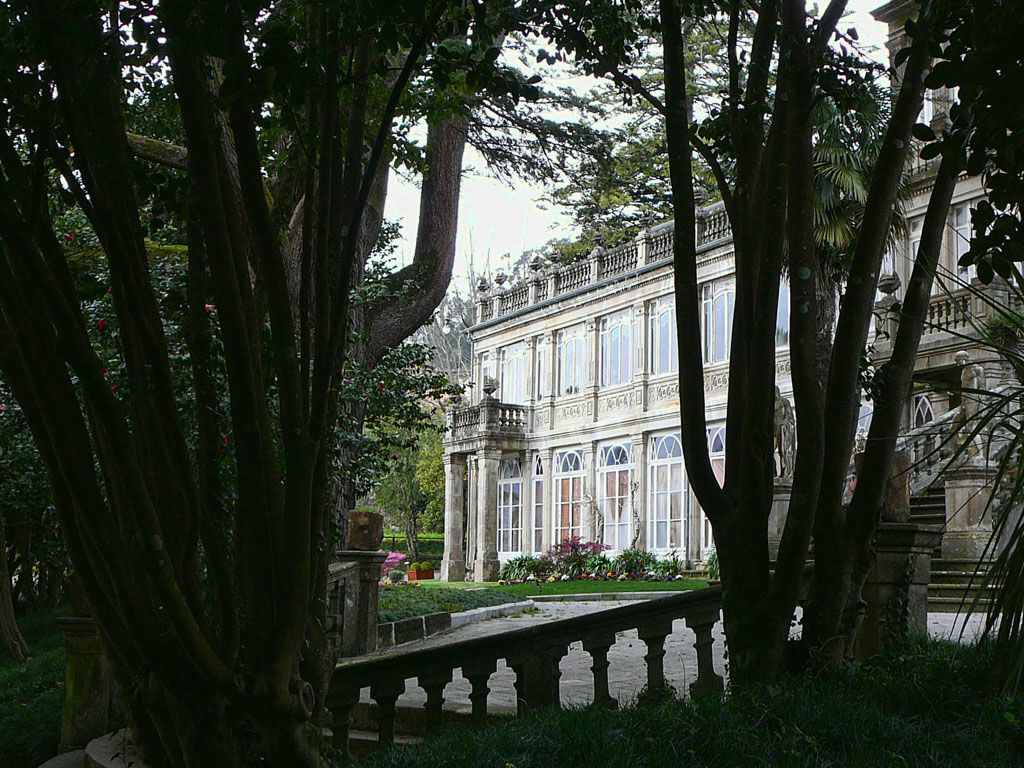
Las cristaleras del pazo al fondo entre la arboleda.
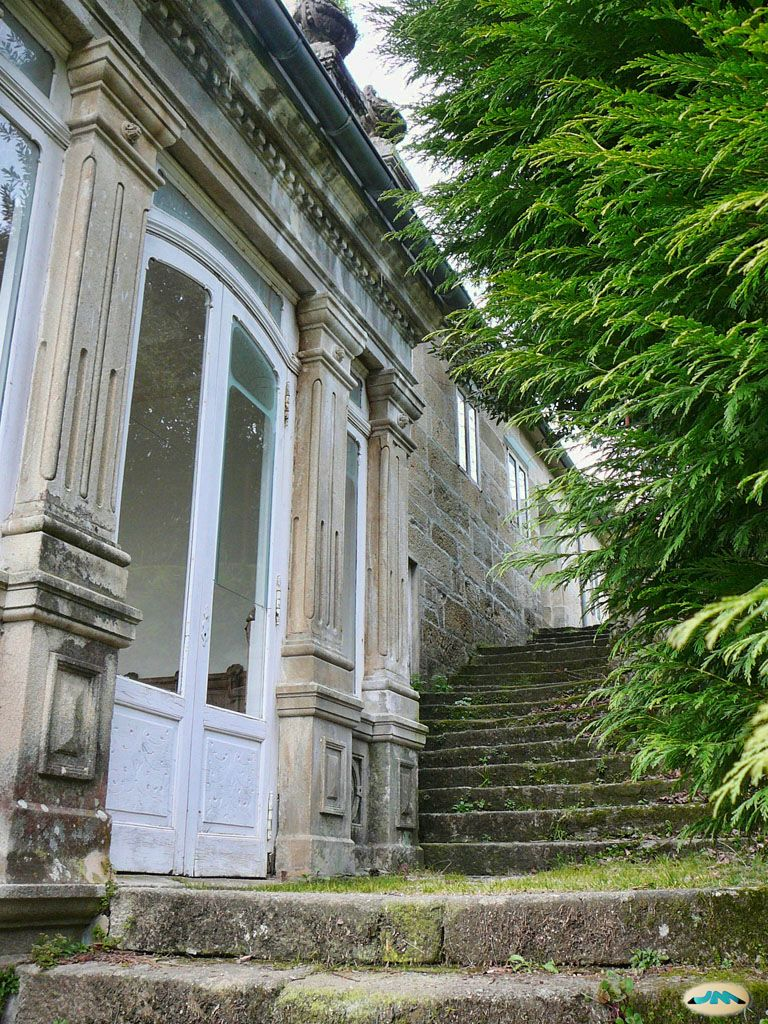
Lateral de la fachada con escalera y puerta.
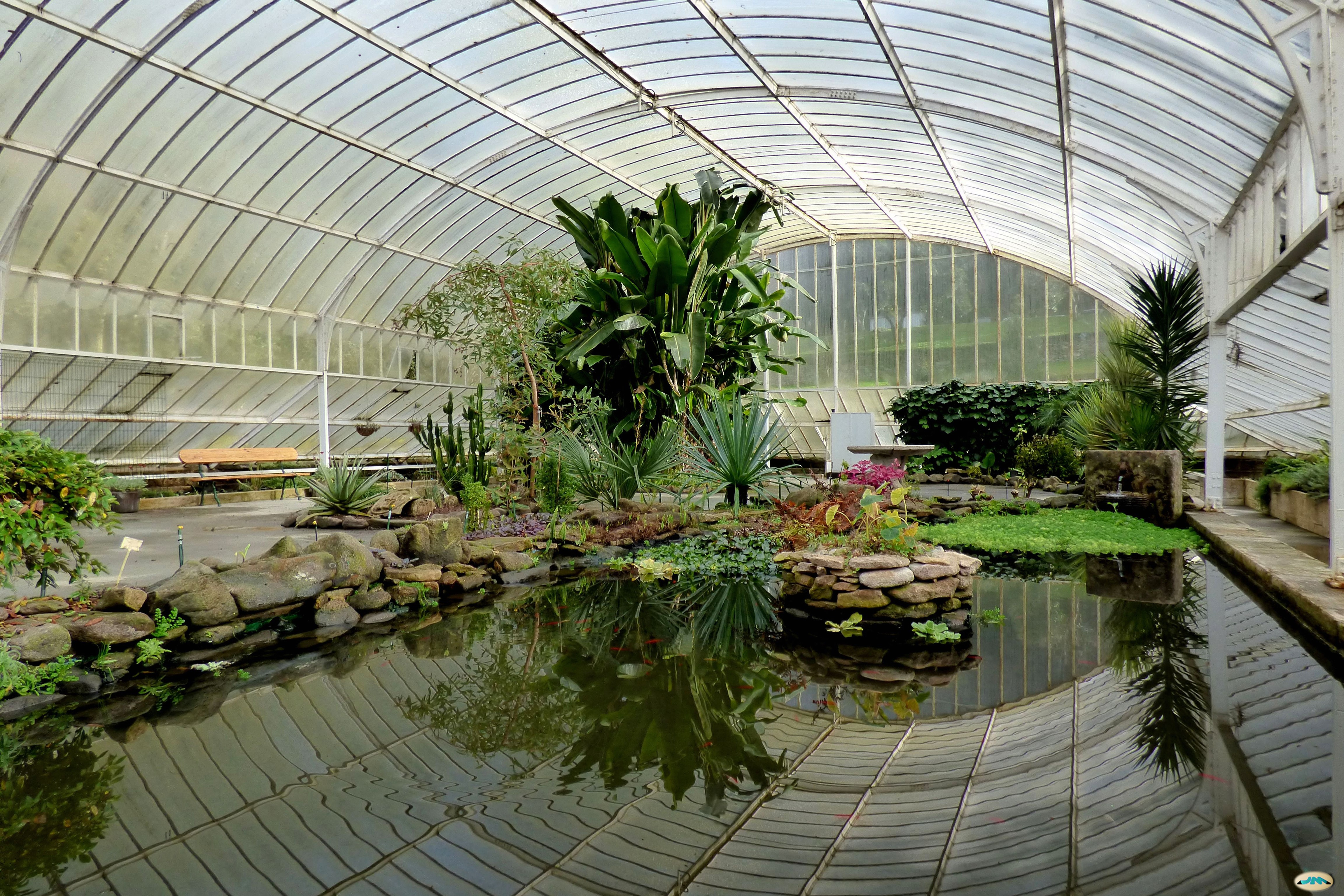
Invernadero de cristal en el jardín del pazo.
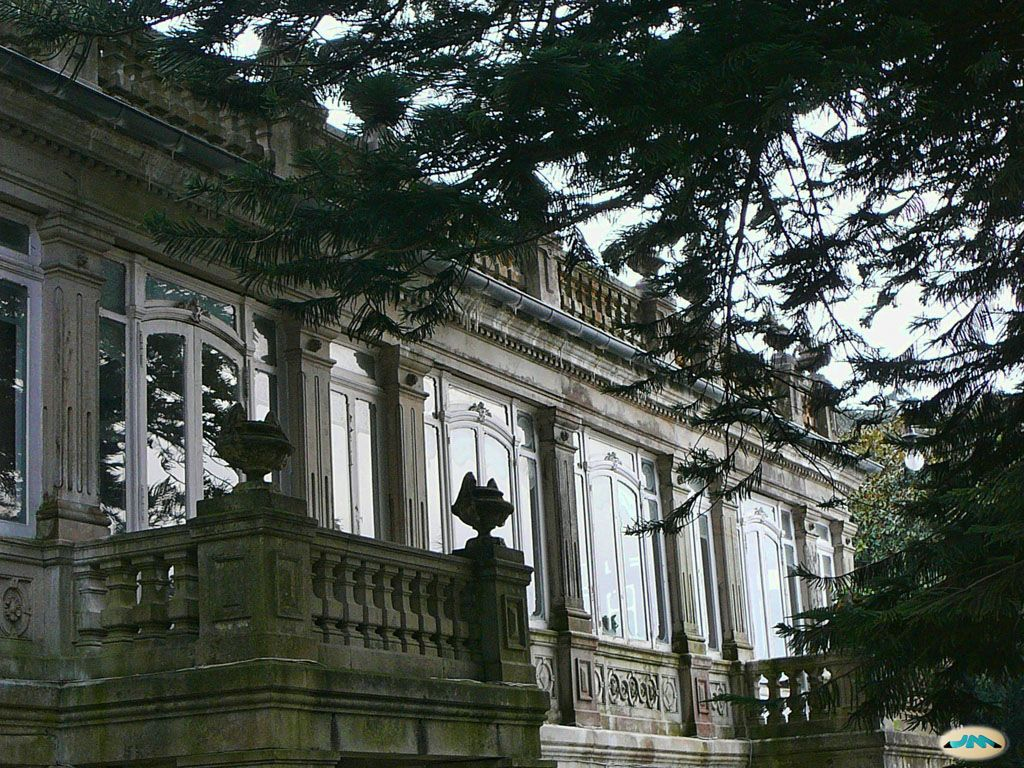
Detalle de la fachada con terrazas.
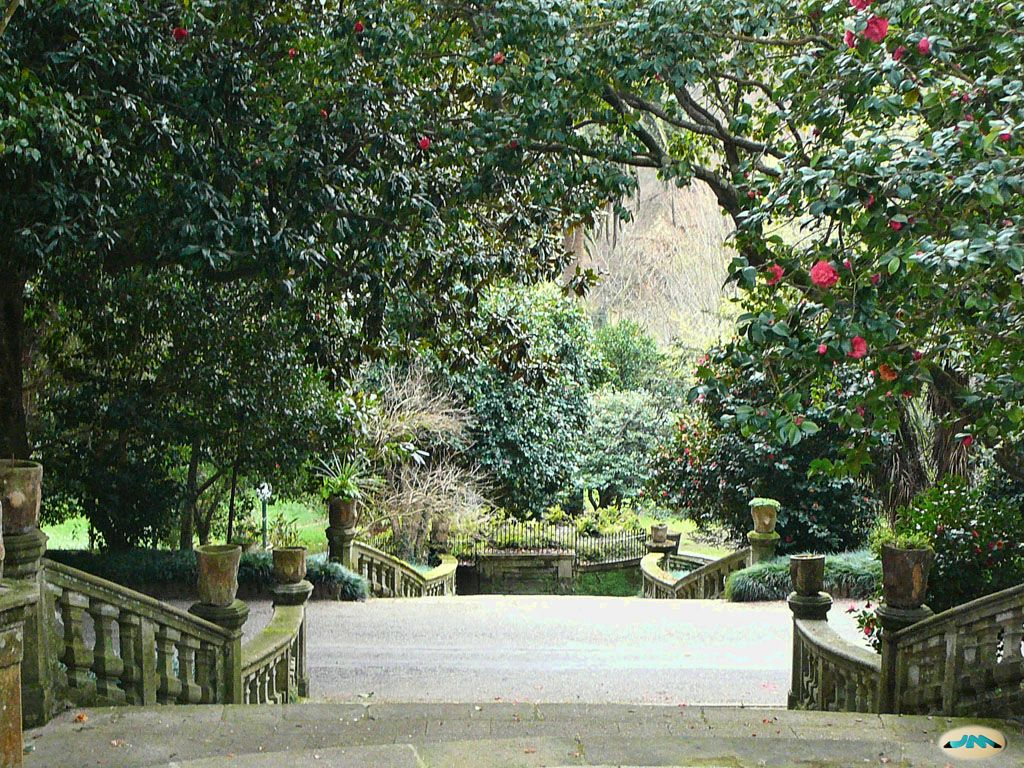
Escalinatas y camelias.
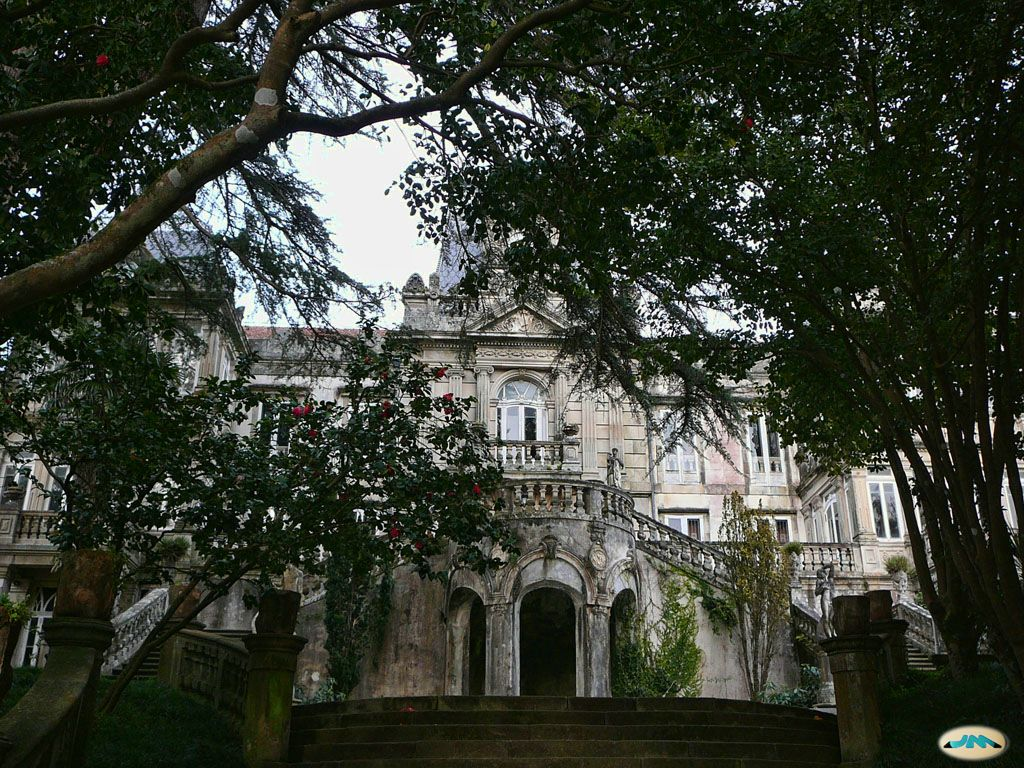
Vista de la fachada principal desde las escalinatas.
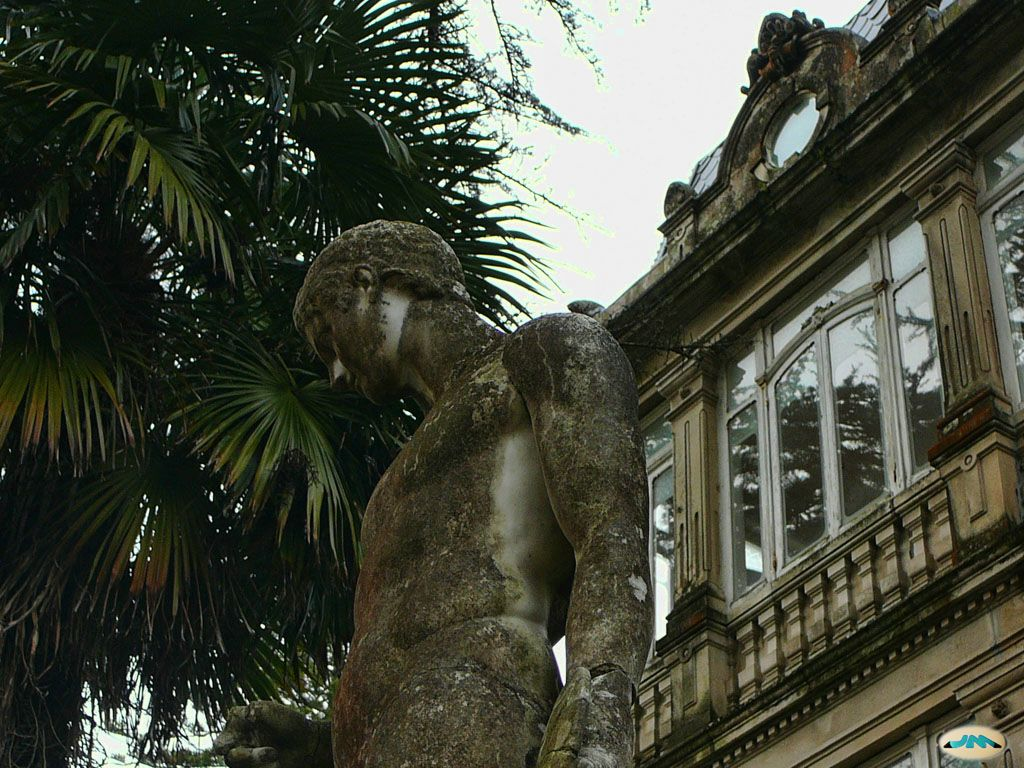
Escultura en el jardín.
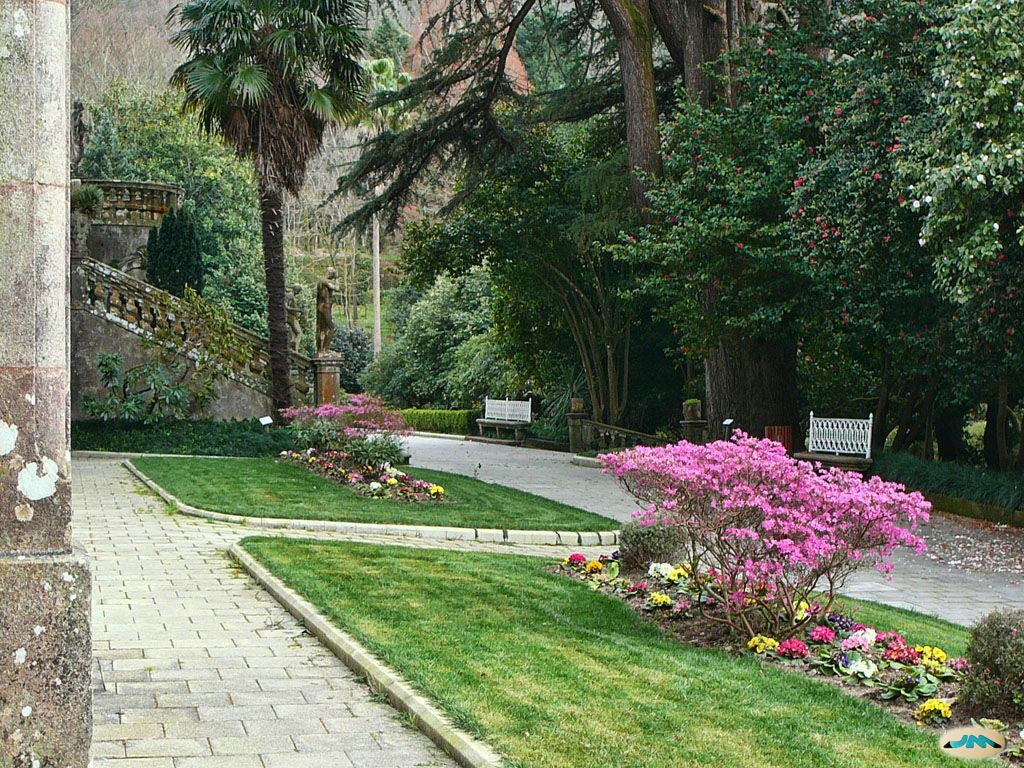
Jardines con azaleas y palmeras.
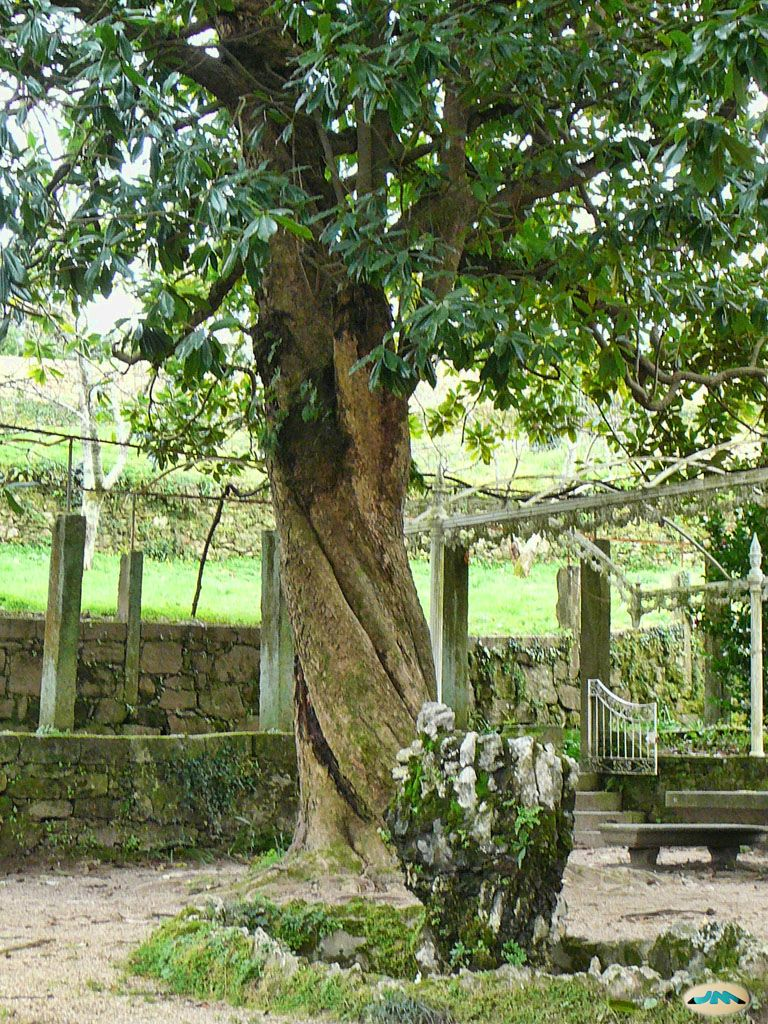
Magnolia.
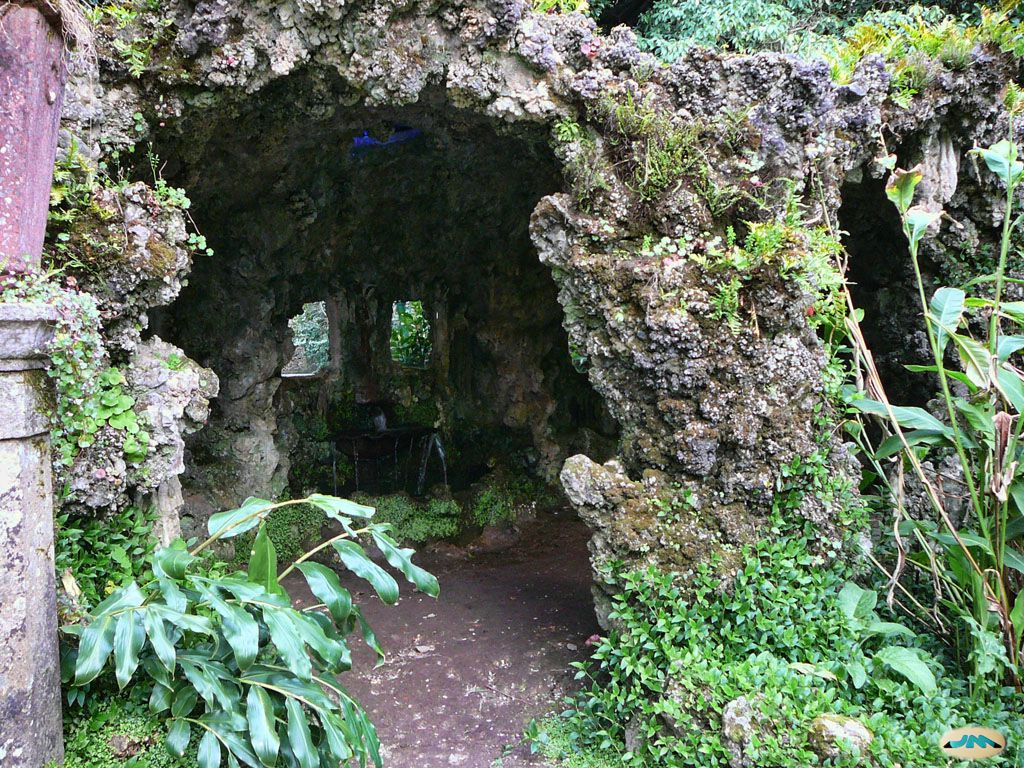
Cuevas en el jardín.
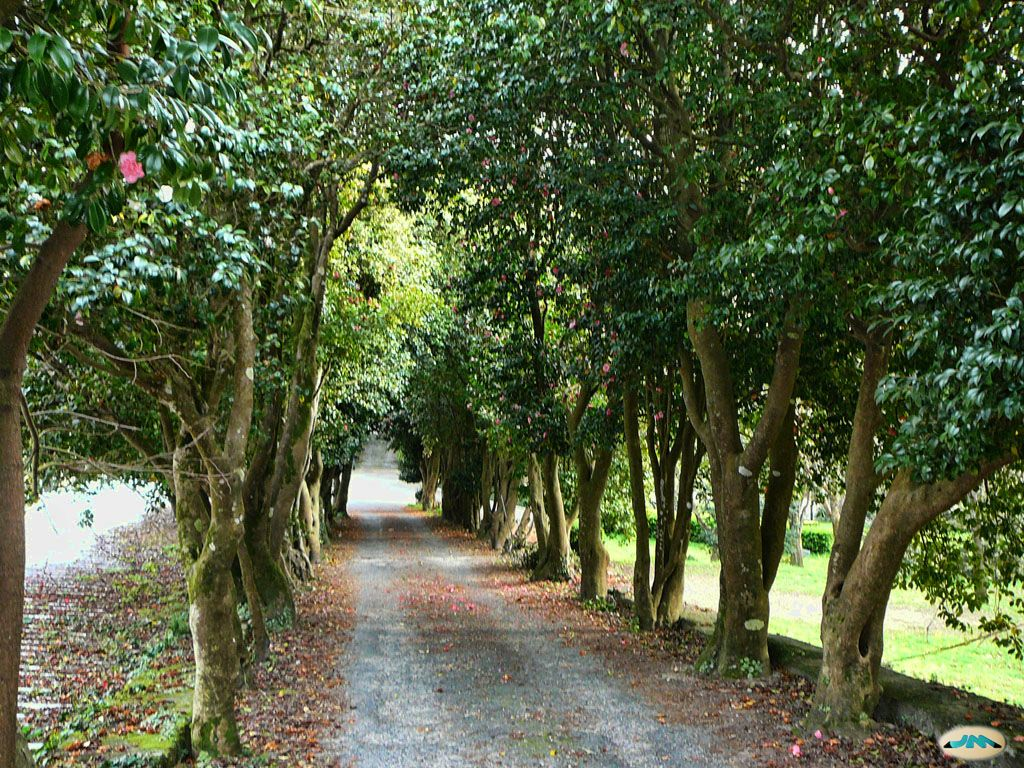
Paseo de camelias.
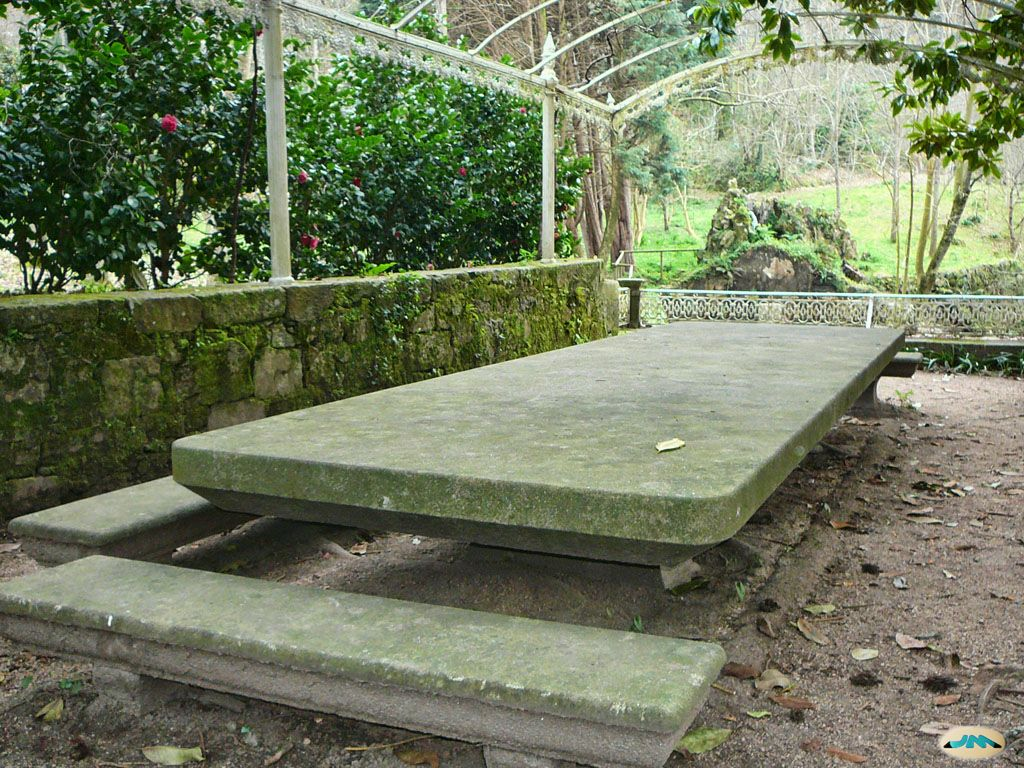
Mesa de granito en el jardín bajo la pérgola. Por lo visto la piedra procede de una peña de la Isla de Tambo.
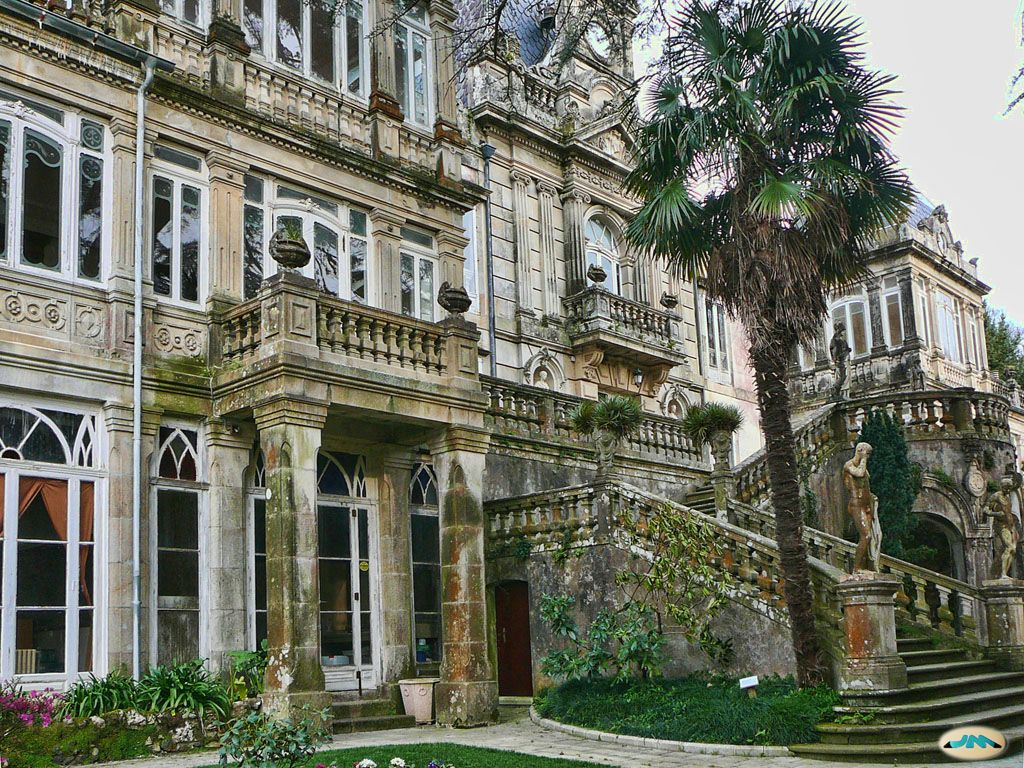
Fachada.
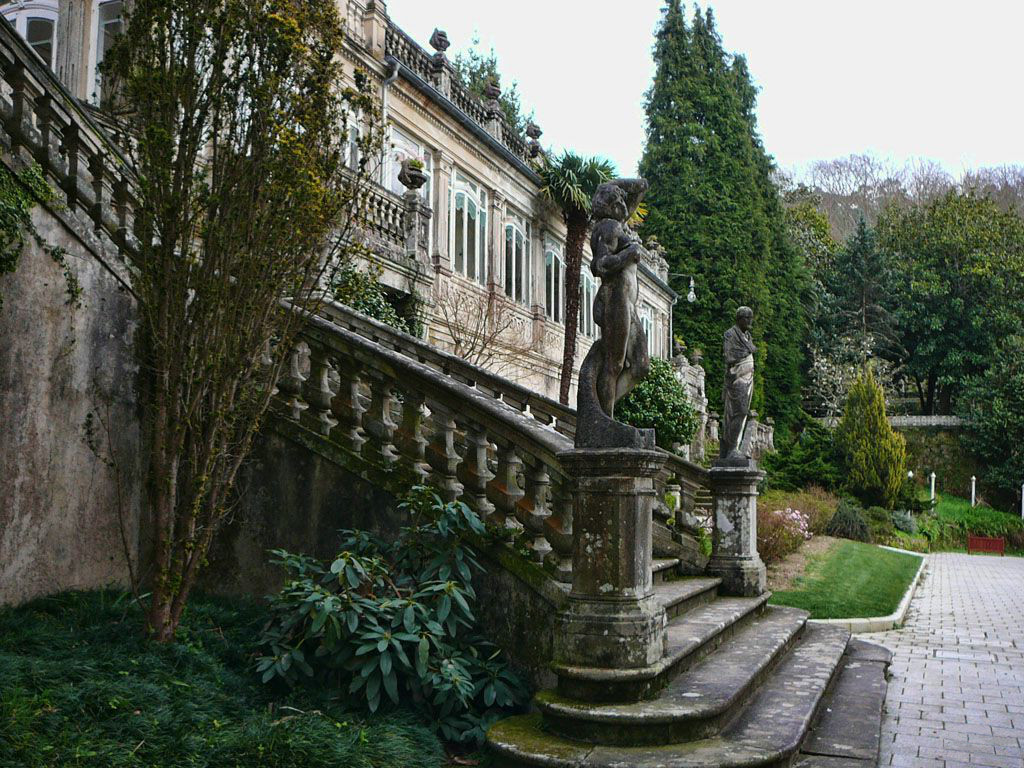
Detalle de las escalinatas.
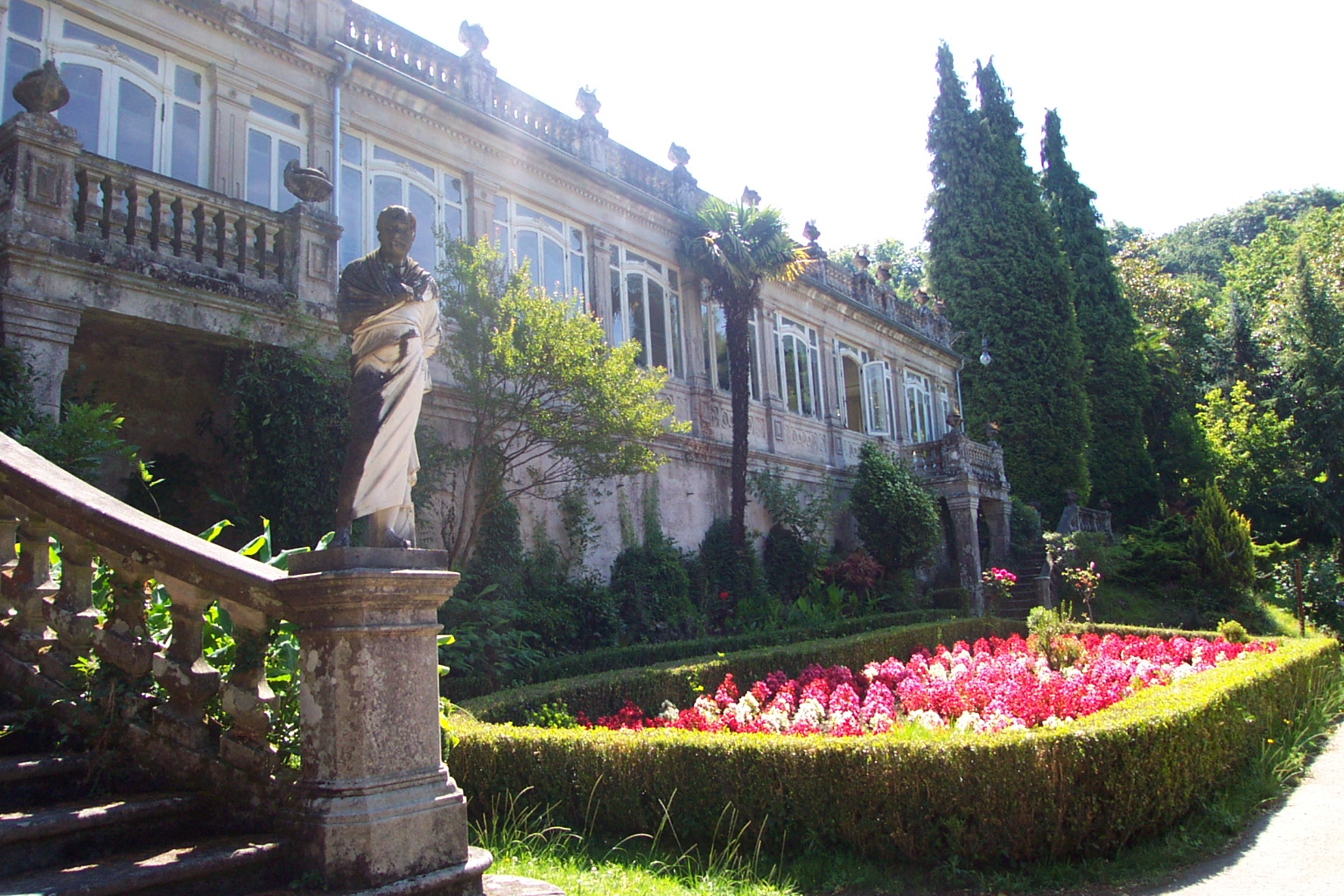
Parterre de setos y flores.
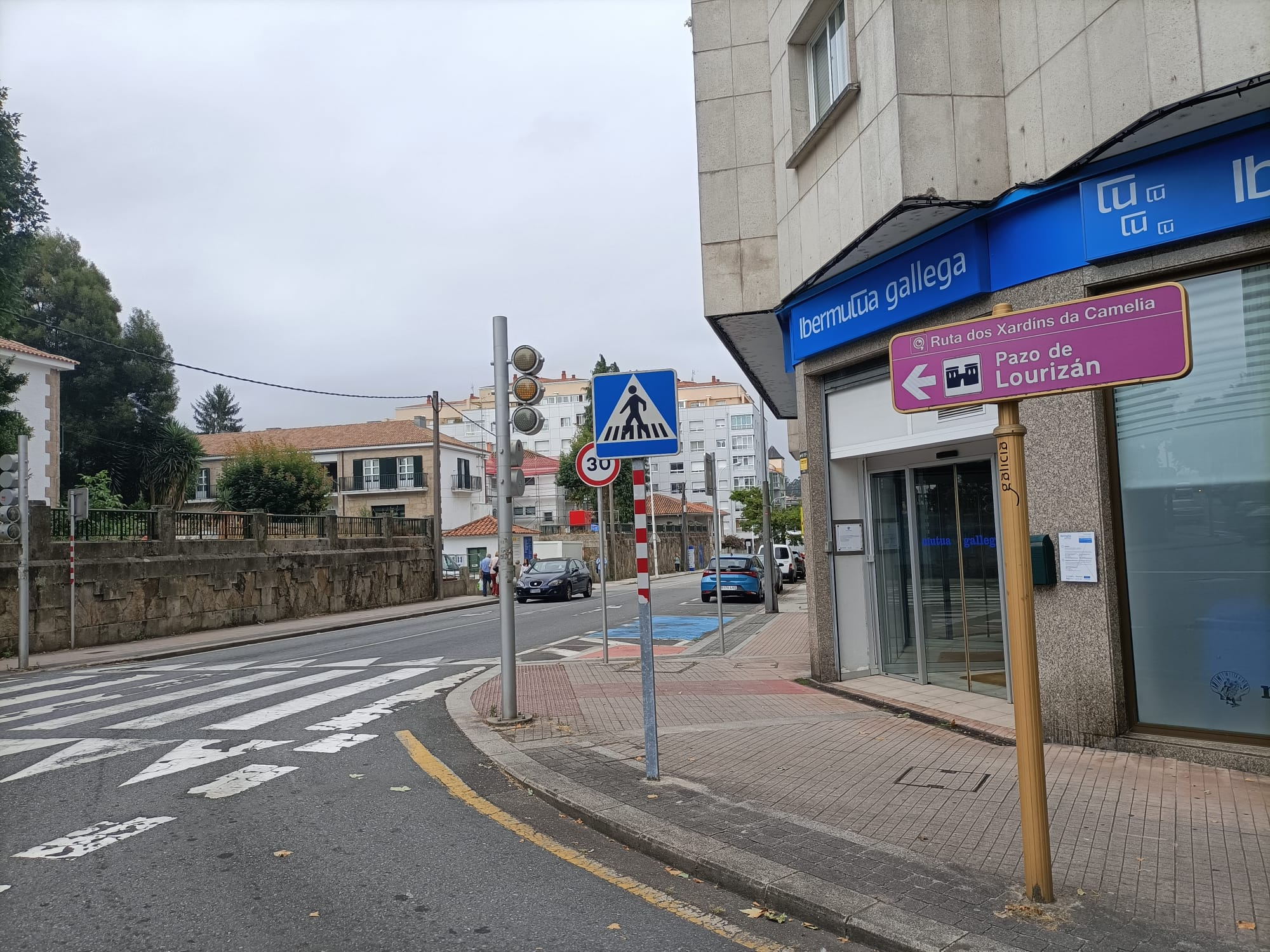
Indicador hacia el pazo, en la Calle Rosalía de Castro.